# James Michel
Đại tá James Alix Michel là một chính trị gia Seychelles, là Tổng thống Seychelles kể từ 16 tháng 4 năm 2004. Trước đây ông từng là Phó tổng thống dưới thời người tiền nhiệm của mình, France-Albert René, từ năm 1996-2004. Ông bắt đầu sự nghiệp của mình với công việc giáo viên, nhưng đã tham gia vào ngành du lịch đang bùng nổ của quần đảo và tham gia đảng phái chính trị René trước khi độc lập vào năm 1976.
Michel đã đi theo Tổng thống René qua các chức vụ chính trị khác nhau trong tất cả các giai đoạn lịch sử của Seychelles là một thực thể độc lập. Ông là thành viên của Ban chấp hành của Đảng Thống nhất Nhân dân Seychelles giai đoạn 1974-1977, sau đó, khi đảng đã được chuyển đổi thành Mặt trận Tiến bộ của nhân dân Seychelles (SPPF), ông trở thành một thành viên của Ban chấp hành trung ương của đảng này. René đã tổ chức một cuộc đảo chính chống lại Tổng thống đầu tiên của nước này, James Mancham, chỉ một năm sau khi độc lập, và Michel được bổ nhiệm làm Bộ trưởng Bộ Hành chính công và thông tin vào tháng 6 năm 1977. Dưới thời cầm quyền độc đảng của Đảng xã hội chủ nghĩa 1977-1993, Michel đã nắm giữ nhiều cương vị và chức vụ bộ trưởng khác nhau của đảng cầm quyền. Năm 1984, ông trở thành Phó Tổng bí thư SPPF, và vào năm 1994 ông trở thành Tổng bí thư đảng này.